# Templeton (Iowa)
Pour les articles homonymes, voir Templeton.
Templeton est une ville du comté de Carroll, en Iowa, aux États-Unis. Elle est créée en 1882 et incorporée le 28 septembre 1883.
La ville est probablement nommée en l'honneur d'un employé du chemin de fer.
La ville est probablement mieux connue comme étant le siège de la maison Templeton Rye (en), une marque de rye whisky, produit durant la prohibition aux États-Unis, très populaire dans les speakeasies à Chicago, Omaha et Kansas City. Pour de nombreux fermiers du comté de Carroll, cela constitue une façon viable de compléter leurs revenus durant la Grande Dépression. Pour assurer la contrebande, durant la crise économique, Templeton, avec une population inférieure à 500 personnes, utilisait 3 wagons de chemin de fer de sucre par mois.

## Source de la traduction
- (en) Cet article est partiellement ou en totalité issu de l’article de Wikipédia en anglais intitulé « Templeton, Iowa » (voir la liste des auteurs).